# 阿杜尔河畔艾尔
阿杜尔河畔艾尔（法語：Aire-sur-l'Adour，法語發音：[ɛʁ syʁ laduʁ]），法国西南部城市，新阿基坦大区朗德省的一个市镇，隶属于蒙德马桑区，其市镇面积为57.78平方公里，2022年1月1日时人口数量为6,215人，在法国城市中排名第1,759位。
阿杜尔河畔艾尔位于朗德省东部，阿杜尔河两岸，东侧与热尔省接壤，历史上为一个主教座，现代为一个区域性的中心城市，A65高速公路和多条干线公路在此交汇。

## 地名来源
“Aire”一名最初以拉丁语“Aturri”的形式被记载，该名称出自古典时期在此活动的塔鲁萨特人。“-sur-l'Adour”这一后缀自1962年起成为当地官方名称的一部分。
阿杜尔河畔艾尔所处区域历史上曾通行奥克语加斯科涅方言，“Aire”对应的奥克语拼写为“Aira”。

## 历史

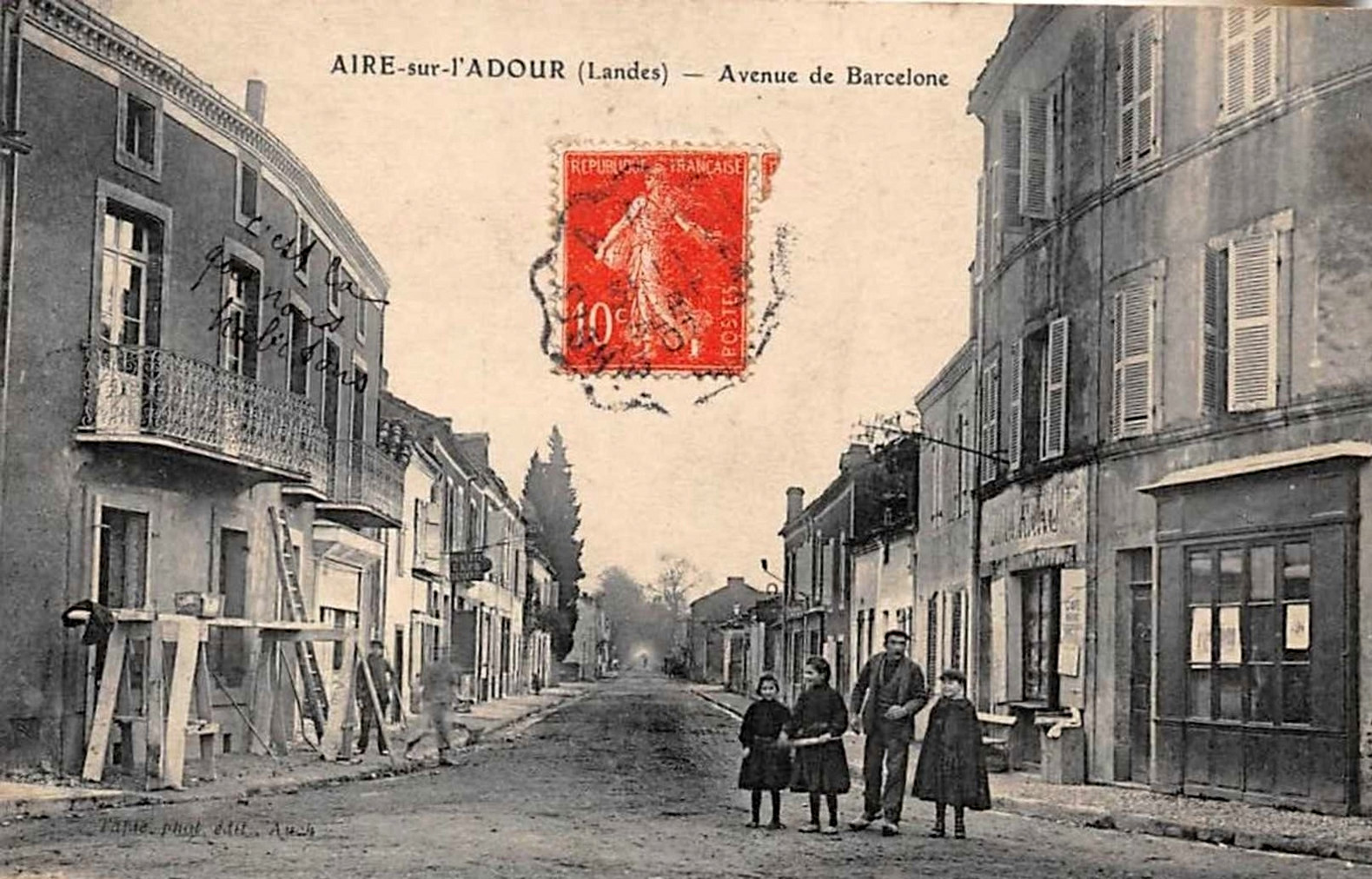
20世纪初的艾尔

根据当地官方网站的论述，阿杜尔河畔艾尔是朗德省历史最悠久的城市之一。古典时期，塔鲁萨特人在阿杜尔河附近活动，其首府定址于阿杜尔河左岸的一处高地上，即今阿杜尔河畔艾尔的核心区域。公元前56年，古罗马将军马库斯·李锡尼·克拉苏率领军队占领了艾尔，并将其更名为“Vicus-Julii”，意为“凯撒集镇”。在此后的数个世纪内，艾尔先后被汪达尔人、奄蔡、苏维汇人及西哥特人入侵统治。根据当地民间传说，公元480年时，西哥特基督教女王不愿意嫁给信仰阿利乌教派的国王，结果被其杀害于艾尔附近，女王遇害地在此后成为圣雅各之路的一个地标。公元507年，艾尔被设立为一个天主教教座，Marcellus是当地的首位主教。艾尔施洗约翰大教堂于公元11世纪末建成。艾尔在英法百年战争和宗教战争期间均遭到较为严重的破坏，其中新教徒将军蒙戈姆里的加布里埃尔一世曾于1569年放火烧毁了艾尔。17世纪时，在当地主教吉勒·布托及让-路易·德弗罗芒蒂耶尔的支持下，艾尔得以恢复重建。法国大革命后，艾尔成为朗德省的一个市镇。拿破仑战争期间，第一代威灵顿公爵阿瑟·韦尔斯利率领反法联军在艾尔与让·德迪厄·苏尔特的军队发生激战，造成双方数百人遇难。1855年，艾尔集市大堂建成，该集市因鹅肝贸易而闻名，成为朗德省最重要的商业集市之一。途径艾尔的莫尔桑克斯—巴涅尔德比戈尔铁路于1859年建成通车。1933年，在庇护十一世的建议下，法国西南部的天主教行政区划得到调整，天主教艾尔教区的教座由艾尔迁至达克斯。1944年6月，艾尔地区的多名抵抗运动活跃成员被纳粹德军杀害。1970年，艾尔火车站停止客运服务。1982年5月25日，阿杜尔河畔艾尔发生特大火灾，一名精神病人纵火烧毁了当地的一家康复中心，造成24人遇难。

## 地理

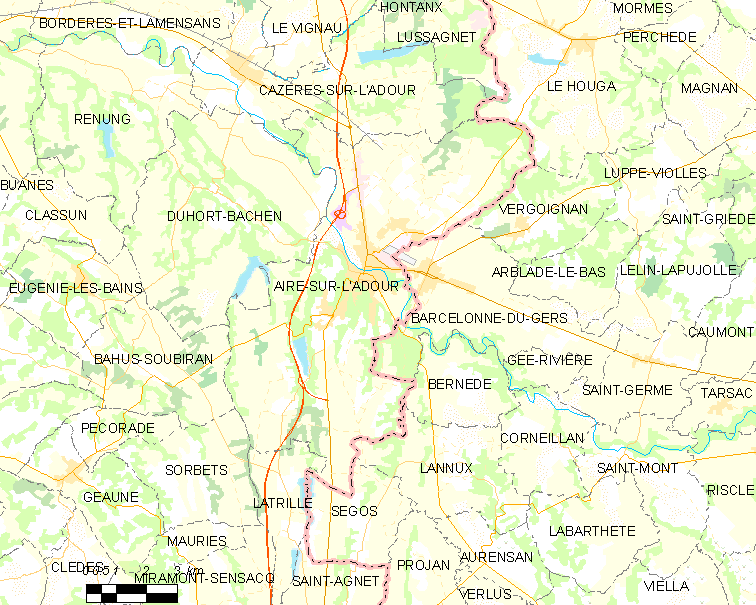
阿杜尔河畔艾尔市镇范围地图

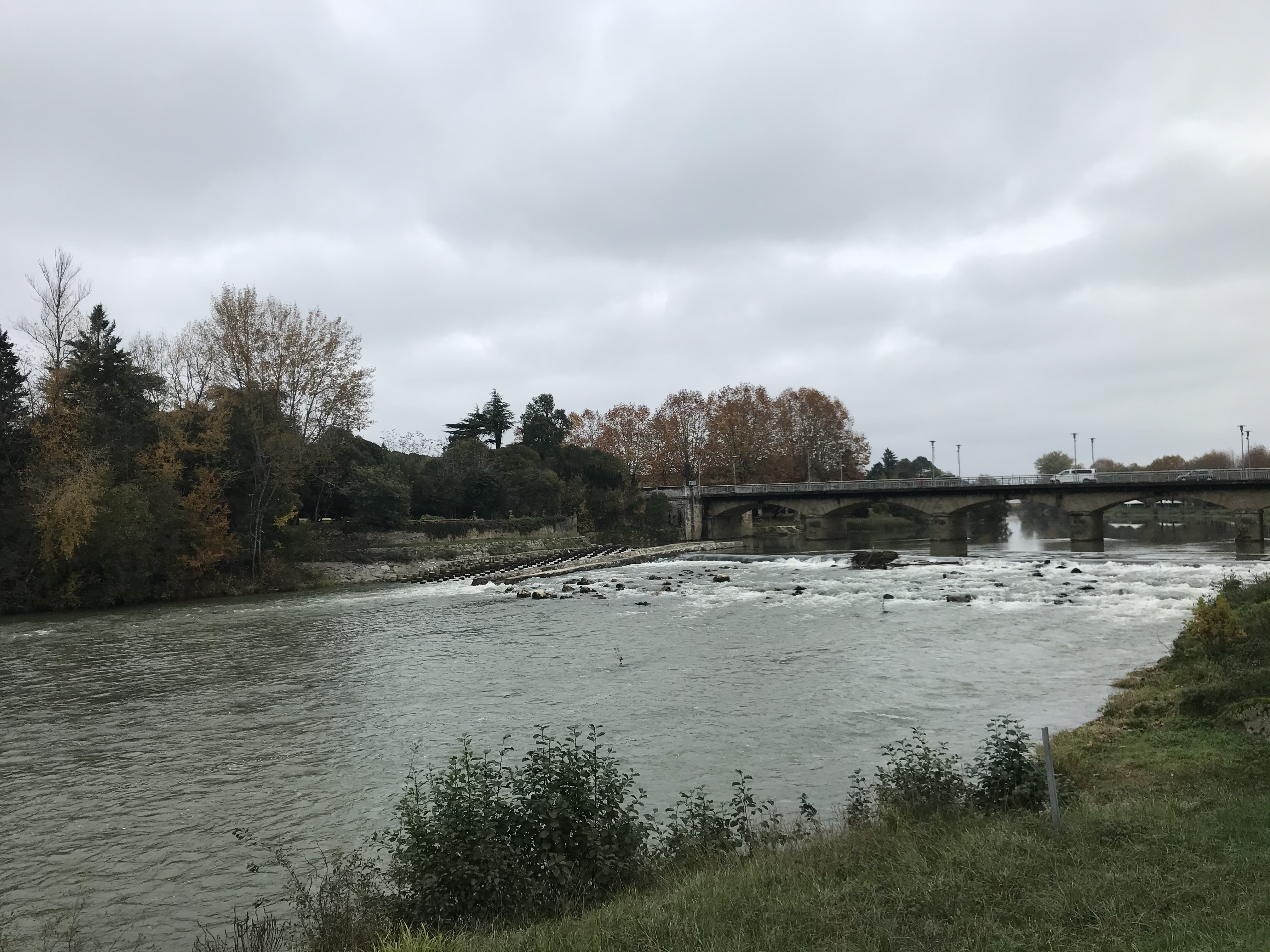
阿杜尔河

阿杜尔河畔艾尔位于法国西南部，新阿基坦大区西南部和朗德省东部，距离省会蒙德马桑大约32公里。与阿杜尔河畔艾尔接壤的市镇包括：迪奥尔-巴尚、阿杜尔河畔卡泽尔、勒乌加、韦尔瓜尼昂、巴于斯苏比朗、索尔贝特、热尔省巴瑟洛讷、拉特里耶、塞戈斯、贝尔内德和拉尼克斯。

### 地形
阿杜尔河畔艾尔位于阿马尼亚克西南部，境内以平原为主，市镇中心地势较为平坦，西南部部分区域略有起伏，全境海拔在68到176米之间。

### 水文
阿杜尔河畔艾尔位于阿杜尔河流域范围内，其干流自东南向西北流经镇中心。

### 植被
阿杜尔河畔艾尔属于温带阔叶混交林区，林地广泛分布于河流附近，阿杜尔河走廊（Allée de l’Adour）是当地主要的城市绿地。
在鲜花城市的评比中，阿杜尔河畔艾尔被评为2星级鲜花城市。

### 气候
阿杜尔河畔艾尔在柯本气候分类法中属于温带海洋性气候。
阿杜尔河畔艾尔境内设有气象站，以下为该气象站的数据（其中日照数据取自蒙德马桑）：
| 阿杜尔河畔艾尔 1981年－2019年 | 阿杜尔河畔艾尔 1981年－2019年 | 阿杜尔河畔艾尔 1981年－2019年 | 阿杜尔河畔艾尔 1981年－2019年 | 阿杜尔河畔艾尔 1981年－2019年 | 阿杜尔河畔艾尔 1981年－2019年 | 阿杜尔河畔艾尔 1981年－2019年 | 阿杜尔河畔艾尔 1981年－2019年 | 阿杜尔河畔艾尔 1981年－2019年 | 阿杜尔河畔艾尔 1981年－2019年 | 阿杜尔河畔艾尔 1981年－2019年 | 阿杜尔河畔艾尔 1981年－2019年 | 阿杜尔河畔艾尔 1981年－2019年 | 阿杜尔河畔艾尔 1981年－2019年 |
| 月份                          | 1月                           | 2月                           | 3月                           | 4月                           | 5月                           | 6月                           | 7月                           | 8月                           | 9月                           | 10月                          | 11月                          | 12月                          | 全年                          |
| ----------------------------- | ----------------------------- | ----------------------------- | ----------------------------- | ----------------------------- | ----------------------------- | ----------------------------- | ----------------------------- | ----------------------------- | ----------------------------- | ----------------------------- | ----------------------------- | ----------------------------- | ----------------------------- |
| 历史最高温 °C（°F）           | 21 (70)                       | 24 (75)                       | 28 (82)                       | 32 (90)                       | 36 (97)                       | 40 (104)                      | 39 (102)                      | 41.5 (106.7)                  | 36.5 (97.7)                   | 34 (93)                       | 26.5 (79.7)                   | 21 (70)                       | 41.5 (106.7)                  |
| 平均高温 °C（°F）             | 10.7 (51.3)                   | 12.5 (54.5)                   | 16.5 (61.7)                   | 18.4 (65.1)                   | 22.5 (72.5)                   | 25.7 (78.3)                   | 27.6 (81.7)                   | 28.2 (82.8)                   | 24.6 (76.3)                   | 19.8 (67.6)                   | 13.8 (56.8)                   | 10.6 (51.1)                   | 19.2 (66.6)                   |
| 日均气温 °C（°F）             | 6.2 (43.2)                    | 7.2 (45.0)                    | 10.4 (50.7)                   | 12.5 (54.5)                   | 16.6 (61.9)                   | 19.7 (67.5)                   | 21.5 (70.7)                   | 21.8 (71.2)                   | 18.3 (64.9)                   | 14.5 (58.1)                   | 9.4 (48.9)                    | 6.5 (43.7)                    | 13.7 (56.7)                   |
| 平均低温 °C（°F）             | 1.8 (35.2)                    | 1.9 (35.4)                    | 4.3 (39.7)                    | 6.5 (43.7)                    | 10.6 (51.1)                   | 13.7 (56.7)                   | 15.5 (59.9)                   | 15.5 (59.9)                   | 12 (54)                       | 9.3 (48.7)                    | 5 (41)                        | 2.5 (36.5)                    | 8.2 (46.8)                    |
| 历史最低温 °C（°F）           | −12 (10)                      | −11 (12)                      | −11 (12)                      | −4 (25)                       | 2 (36)                        | 5 (41)                        | 8 (46)                        | 6 (43)                        | 3 (37)                        | −2.5 (27.5)                   | −8.5 (16.7)                   | −12 (10)                      | −12 (10)                      |
| 平均降水量 mm（）             | 80.6 (3.17)                   | 75.2 (2.96)                   | 73.5 (2.89)                   | 91.7 (3.61)                   | 81.7 (3.22)                   | 63.4 (2.50)                   | 52 (2.0)                      | 64.5 (2.54)                   | 68.6 (2.70)                   | 84 (3.3)                      | 95.9 (3.78)                   | 84.1 (3.31)                   | 915.2 (36.03)                 |
| 月均日照時數                  | 91.7                          | 109.3                         | 168.5                         | 172.7                         | 196                           | 209.9                         | 228.7                         | 217.5                         | 193.4                         | 145.6                         | 93.9                          | 81.2                          | 1,908.4                       |
| 来源：infoclimat.fr           |                               |                               |                               |                               |                               |                               |                               |                               |                               |                               |                               |                               |                               |

## 行政区划
阿杜尔河畔艾尔的市镇编号为40001，邮政编号为40800。
在行政管理方面，阿杜尔河畔艾尔隶属于法国新阿基坦大区朗德省蒙德马桑区；在地方选举方面，阿杜尔河畔艾尔是阿杜尔-阿马尼亚克县的中央投票站所在地，其市镇范围全境被划入朗德省第三选区；在社会管理方面，阿杜尔河畔艾尔是阿杜尔河畔艾尔市镇公共社区的办公驻地。
截至2023年5月，阿杜尔河畔艾尔市镇范围内暂无任何城市敏感街区及城市政策优先街区。
法国国家统计与经济研究所（简称）在进行数据统计时，将阿杜尔河畔艾尔及相邻的另外一个市镇设为阿杜尔河畔艾尔城市核心区，并将包括核心区在内的周边共4个市镇划为阿杜尔河畔艾尔城市区（Aire urbaine d'Aire-sur-l'Adour）。自2020年起，阿杜尔河畔艾尔城市区被包含23个市镇的阿杜尔河畔艾尔城市辐射区代替。此外，还将阿杜尔河畔艾尔市镇整体看作一个“块区”（IRIS），以便于统计人口分布情况。

## 交通

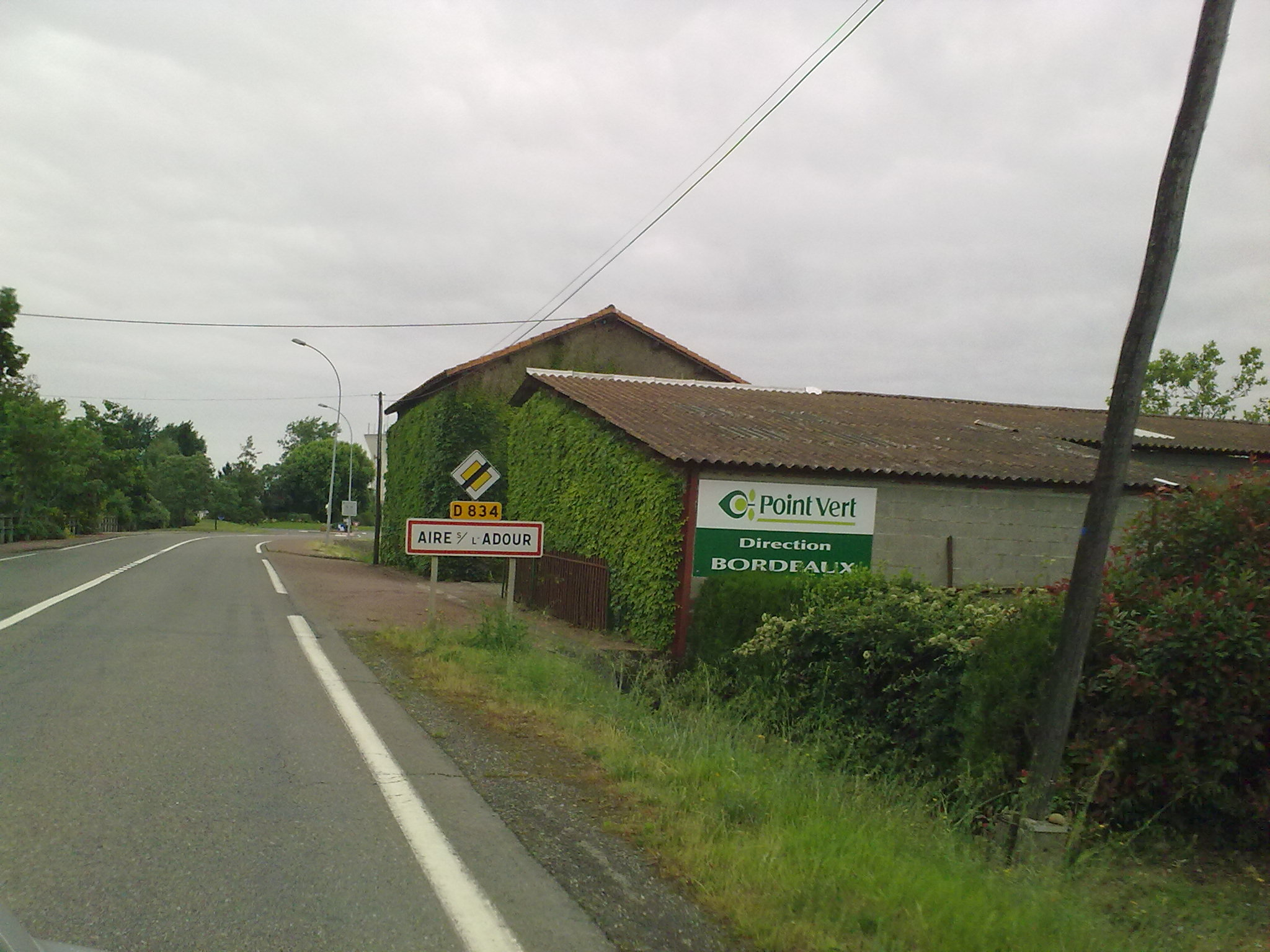
阿杜尔河畔艾尔的一处入城公路牌

### 公路
A65高速公路经过阿杜尔河畔艾尔市区西部并设有6号（全互通）和7号（半互通，仅通往波尔多方向）两个出入口，此外多条朗德省省道在阿杜尔河畔艾尔境内交汇。新阿基坦大区下属的城际客运提供巴士线路，可前往蒙德马桑、塔布等地。
| 6 | 4 |

| 蒙德马桑 | 32 |

| 波城 | 51 |

| 欧什 | 81 |

| 诺加罗 | 21 |

| 塔布 | 68 |

| 热尔省巴瑟洛讷 | 3 |

2019年，72.4%的阿杜尔河畔艾尔家庭拥有至少一辆私人汽车。2019年，阿杜尔河畔艾尔境内共发生各类交通事故3起，造成1人遇难，2人受伤，其中1人重伤。

### 铁路
阿杜尔河畔艾尔位于莫尔桑克斯—巴涅尔德比戈尔铁路上，该铁路阿杜尔河畔艾尔附近的路段仅保留少量货运服务。
距离阿杜尔河畔艾尔最近的运营中的客运铁路车站为32公里外的蒙德马桑站，该站开行前往波尔多的区域列车。

### 航空
距离阿杜尔河畔艾尔最近的民用航空站为44公里外的波城机场。

### 城市公共交通
截至2023年5月，阿杜尔河畔艾尔暂无城市公共交通系统。

## 政治

### 市政内阁

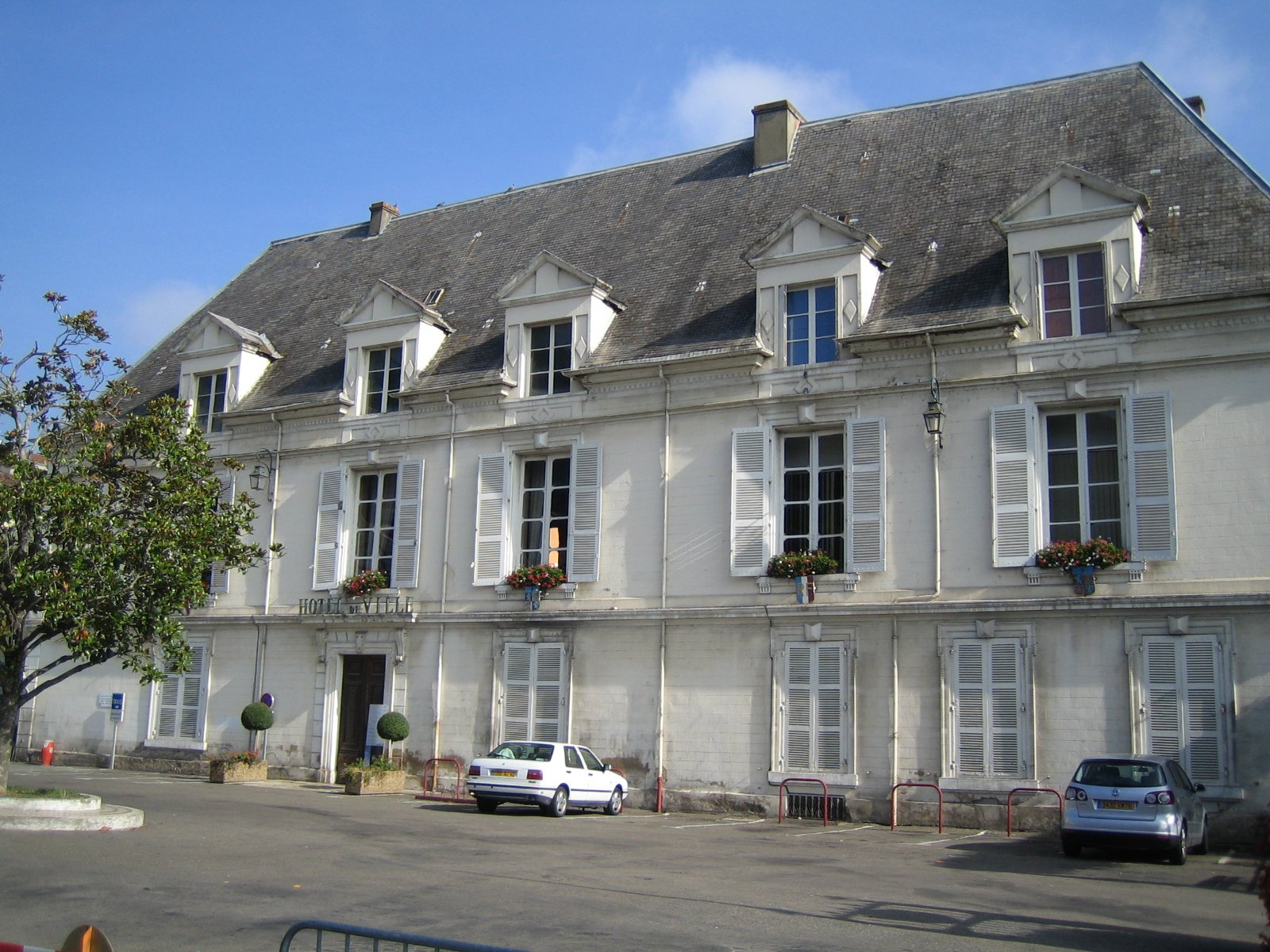
阿杜尔河畔艾尔市政厅

阿杜尔河畔艾尔的现任市长为格扎维埃·拉格拉夫先生（Xavier LAGRAVE），他是一名中间派，在2020年的市政选举中获得了50.38%的支持率。
| 阿杜尔河畔艾尔历届市长 | 阿杜尔河畔艾尔历届市长               | 阿杜尔河畔艾尔历届市长                   |
| 任期                   | 市长                                 | 党派                                     |
| ---------------------- | ------------------------------------ | ---------------------------------------- |
| （1954年以前资料暂缺） |                                      |                                          |
| 1954年－1961年         | Julien LABAT 朱利安·拉巴             | DVD右翼无党派人士 →RI独立激进党          |
| 1961年－1967年         | Louis LIEUX 路易·利厄                | DVD右翼无党派人士                        |
| 1967年－1977年         | Olivier DARBLADE 奥利维耶·达尔布拉德 | DVG左翼无党派人士 →PS社会党              |
| 1977年－1989年         | Jean CLÈDES 让·克莱德                | UDF法国民主联盟                          |
| 1989年－2014年         | Robert CABÉ 罗贝尔·卡贝              | PS社会党                                 |
| 2014年－               | Xavier LAGRAVE 格扎维埃·拉格拉夫     | UDI民主人士和独立人士联盟 →DVC混杂中间派 |

### 各级选举
| 阿杜尔河畔艾尔历届投票选举结果 | 阿杜尔河畔艾尔历届投票选举结果 | 阿杜尔河畔艾尔历届投票选举结果 | 阿杜尔河畔艾尔历届投票选举结果 | 阿杜尔河畔艾尔历届投票选举结果 | 阿杜尔河畔艾尔历届投票选举结果 | 阿杜尔河畔艾尔历届投票选举结果 | 阿杜尔河畔艾尔历届投票选举结果 | 阿杜尔河畔艾尔历届投票选举结果 | 阿杜尔河畔艾尔历届投票选举结果 |
| 选举项目                       | 选举范围                       | 选区单位                       | 选区单位内的选举结果           | 选区单位内的选举结果           | 选区单位内的选举结果           | 选区单位内的选举结果           | 选区单位内的选举结果           | 选区单位内的选举结果           | 参考资料                       |
| 选举项目                       | 选举范围                       | 选区单位                       | 第一轮胜出者                   | 第一轮胜出者                   | 支持率                         | 第二轮胜出者                   | 第二轮胜出者                   | 支持率                         | 参考资料                       |
| ------------------------------ | ------------------------------ | ------------------------------ | ------------------------------ | ------------------------------ | ------------------------------ | ------------------------------ | ------------------------------ | ------------------------------ | ------------------------------ |
| 2017年法國總統選舉             | 法國                           | 市镇                           |                                | 埃马纽埃尔·马克龙              | 27.27%                         |                                | 埃马纽埃尔·马克龙              | 69.3%                          | [ 27 ]                         |
| 2017年法国立法选举             | 朗德省第三选区                 | 市镇                           |                                | 让-皮埃尔·施泰纳               | 40.7%                          |                                | 让-皮埃尔·施泰纳               | 57.32%                         | [ 27 ]                         |
| 2019年欧洲议会选举             | 法國                           | 市镇                           |                                | 娜塔莉·卢瓦索                  | 24.97%                         | （不适用）                     | （不适用）                     | （不适用）                     | [ 29 ]                         |
| 2021年法国省级选举             | 朗德省                         | 县                             |                                | 阿加特·布尔泰尔 博里斯·瓦洛    | 44.32%                         |                                | 阿加特·布尔泰尔 博里斯·瓦洛    | 41.63%                         | [ 30 ]                         |
| 2021年法国省级选举             | 朗德省                         | 市镇                           |                                | 阿加特·布尔泰尔 博里斯·瓦洛    | 57.58%                         |                                | 阿加特·布尔泰尔 博里斯·瓦洛    | 52.03%                         | [ 30 ]                         |
| 2021年法国大区选举             |                                | 市镇                           |                                | 阿兰·鲁塞                      | 33.7%                          |                                | 阿兰·鲁塞                      | 43.71%                         | [ 31 ]                         |
| 2022年法国总统选举             | 法國                           | 市镇                           |                                | 埃马纽埃尔·马克龙              | 27.17%                         |                                | 埃马纽埃尔·马克龙              | 56.83%                         | [ 27 ]                         |
| 2022年法国立法选举             | 朗德省第三选区                 | 市镇                           |                                | 博里斯·瓦洛                    | 37.66%                         |                                | 博里斯·瓦洛                    | 55.48%                         | [ 27 ]                         |

## 人口
2019年，阿杜尔河畔艾尔市镇人口数量为6,189，在法国排名第1,759位。其中男性2,954人，女性3,235人，75岁及以上人口占12.5%，外籍人口数量为245人，人口密度为107人/平方公里，当地居民被称为（男性）或（女性）。2020年，阿杜尔河畔艾尔境内出生42人，死亡人口118人。
| 阿杜尔河畔艾尔1901年－2020年人口变化情况 |
|                                          |
| 数据来源：Cassini、INSEE                 |

## 经济
阿杜尔河畔艾尔是一个区域性的中心城市。截止2023年5月，阿杜尔河畔艾尔市镇范围内共有各类用人单位（包含自雇）1,312家，平均历史为19年，其中98.41%为中小型企业（PME），2023年3月至5月间，当地的经济活力指数为0.08%。（大型零售）、（航空部件）及（汽车美容）是当地2021年营业额最高的三个企业，分别为49,403,360欧元、48,271,946欧元和17,757,553欧元。

## 财政与居民收入
2021年，阿杜尔河畔艾尔的财政收入总额为5,886,680欧元，财政支出总额为4,506,980欧元，当年的债务总额为4,439,310欧元。2021年，阿杜尔河畔艾尔市镇通过增值税获得172,100欧元的收入，此外当地还共获得了61,340欧元的国家直接财政补助。
2020年，阿杜尔河畔艾尔的人均月收入总额为2,161欧元，其中高级职员为4,333欧元，高于法国平均水平（4,230欧元）；中级职员为2,275欧元，低于法国平均水平（2,411欧元）；普通职员为1,714欧元，低于法国平均水平（1,740欧元）。
2019年，阿杜尔河畔艾尔境内的贫困率为17%，青壮年（15至64岁）失业率为15.7%；当地44.1%的家庭拥有纳税资格，平均纳税3,431欧元，低于法国平均水平（3,910欧元）。

## 社会事务

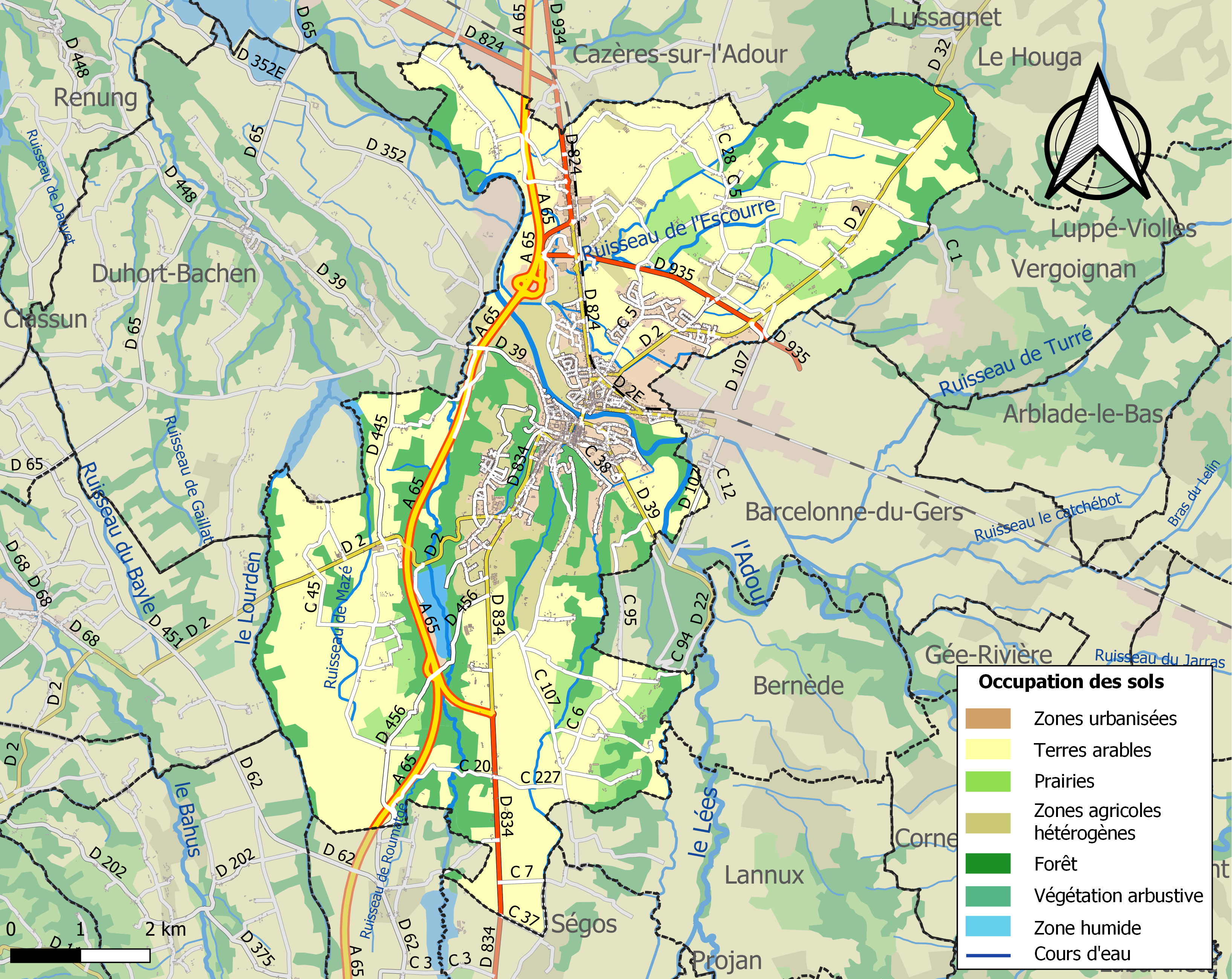
阿杜尔河畔艾尔土地利用情况地图

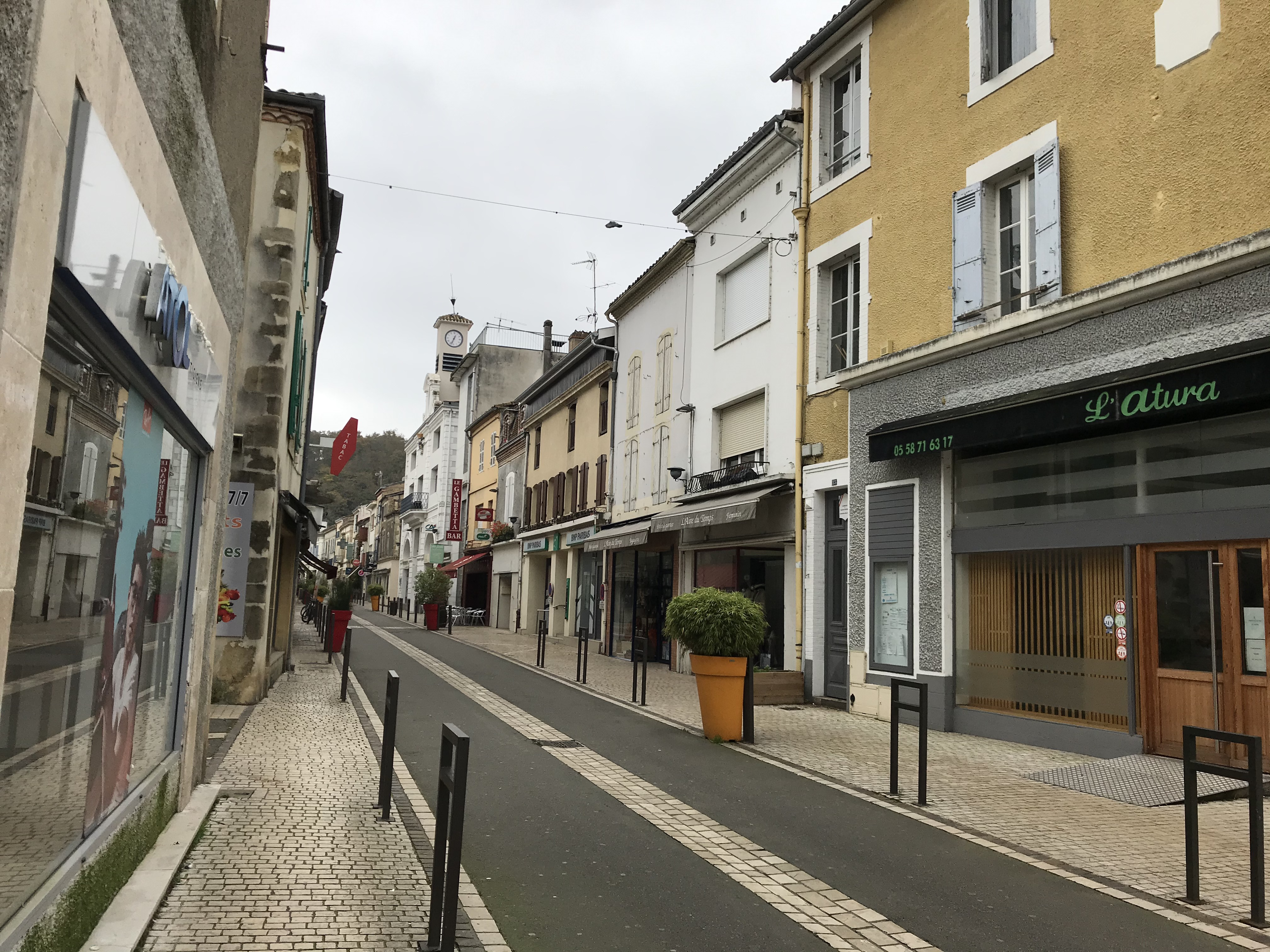
甘必大街

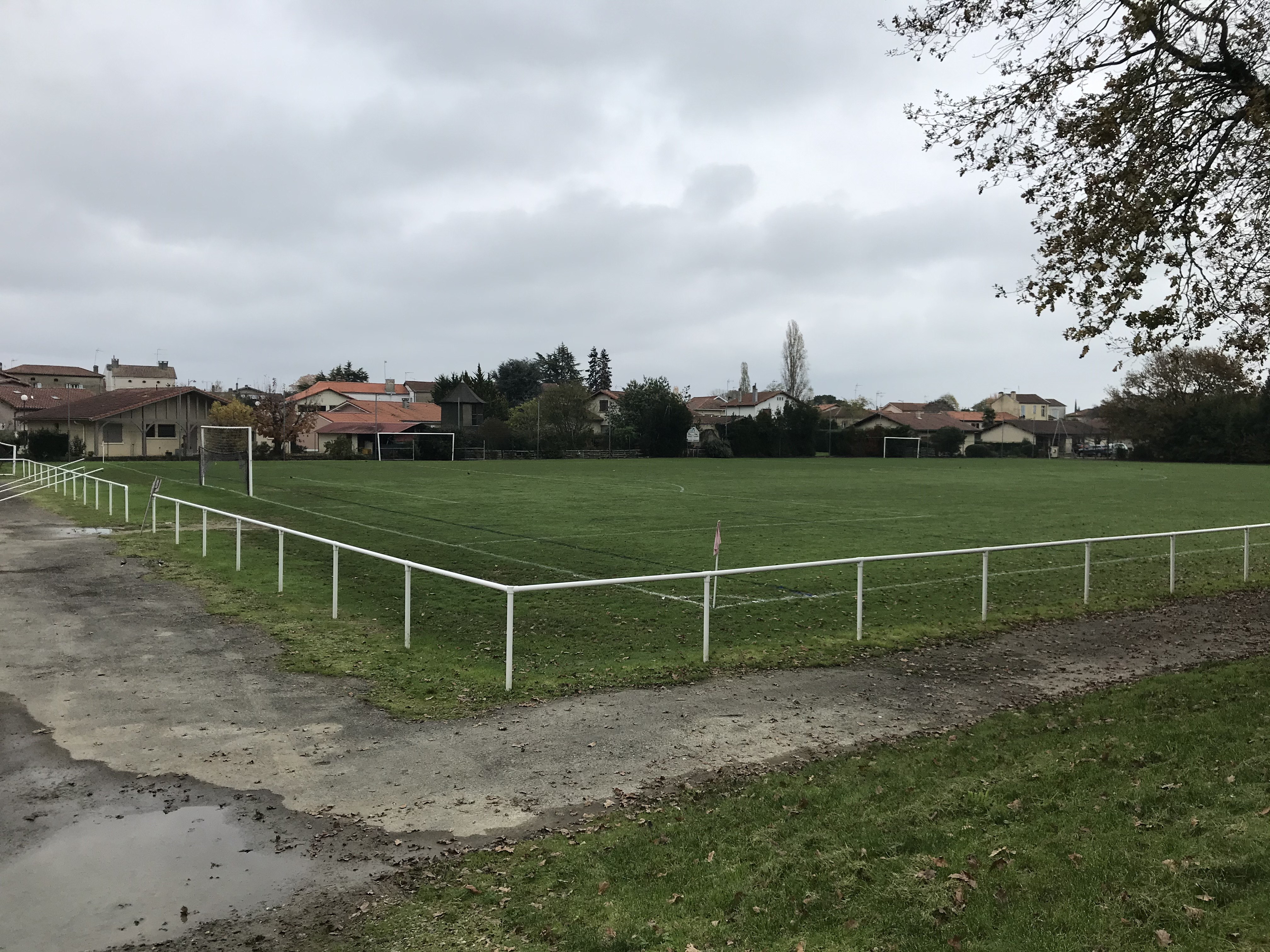
阿杜尔河畔艾尔的一处足球场

### 教育
阿杜尔河畔艾尔属于波尔多学区。截止2021年1月1日，阿杜尔河畔艾尔境内共有1所幼儿园、2所小学、1所初级中学、1所普通高中、1所农业高中和1所职业高中。2021至2022学年度，阿杜尔河畔艾尔境内共有在校中等教育阶段学生1,289名。

### 医疗
截止2021年1月1日，阿杜尔河畔艾尔境内共有全科医生16名、保健师15名、牙医8名、护士18名、耳科医生1名、眼科医生2名、助产士2名、儿科医生1名和妇科医生1名。境内共有药房3家、养老院2家、残疾人帮扶中心1家。
阿杜尔河综合诊疗中心（Polyclinique de l'Adour）是一所位于阿杜尔河畔艾尔的私立医疗机构，成立于1978年，设有床位94个。
距离阿杜尔河畔艾尔最近的区域性医疗机构为蒙德马桑中心医院（Centre Hospitalier de Mont-de-Marsan），其主病区位于蒙德马桑市区，距离阿杜尔河畔艾尔市区的正常车程大约35分钟，该院设有床位383个，是当地规模最大的公立综合性医院。

### 住房
2019年，阿杜尔河畔艾尔境内共有各类住房3,669套，其中66.6%为独立式居民区，33.0%为集中式居民区。常住房屋占阿杜尔河畔艾尔市镇范围内居民建筑总量的83.6%。
在住房保障政策方面，2021年，阿杜尔河畔艾尔境内共有697户家庭获得了住房经济补助，受益人数占总人口数量的11.3%，其中675份为房租补助。

### 商业
2021年，阿杜尔河畔艾尔境内共有各类实体商铺185家，其中餐厅23家、大型超市6家、杂货店5家、面包房3家、肉铺2家、装饰品店1家、银行门店7家、美容美发店17家、汽车维修店16家。市区北部的高速公路口附近建有开放式商业街区，有Intermarché、E.Leclerc、Lidl等商场。

### 体育
2021年，阿杜尔河畔艾尔境内共有1家游泳池、2间体育馆、2座综合体育场、6处网球场、4处足球或橄榄球场、3处篮球或排球场以及1处高尔夫球场。
截至2023年5月，紫色阿蒂里讷（Violette Aturine，编号510983）是阿杜尔河畔艾尔境内唯一的一家注册足球俱乐部，其主队2022至2023赛季参加新阿基坦大区足球联赛丙组（法国第八级别），其主场为让·萨拉德球场（Stade Jean Sarrade）。

### 环境
阿杜尔河畔艾尔的环境事务由其所属的阿杜尔河畔艾尔市镇公共社区联合各级政府协调负责。2021年，阿杜尔河畔艾尔境内暂无污染企业。

### 治安
2021年，阿杜尔河畔艾尔市镇范围内有1处宪兵队。
阿杜尔河畔艾尔及其附近的共137个市镇是蒙德马桑国家宪兵队（zone gendarmerie de Mont-de-Marsan）的管辖范围。2020年，该宪兵队累计记录各类案件1,684起，其中盗窃类案件730起，经济类案件288起，毒品交易类案件126起。

## 文化
2021年，阿杜尔河畔艾尔境内有1家电影院。阿杜尔河畔艾尔建有公共社区多媒体中心（Médiathèque communautaire d'Aire sur l'Adour），每周二至六向公众开放。

### 建筑
阿杜尔河畔艾尔境内有多处历史建筑，其中艾尔施洗约翰大教堂、圣基特里教堂等为法国国家文物保护单位。

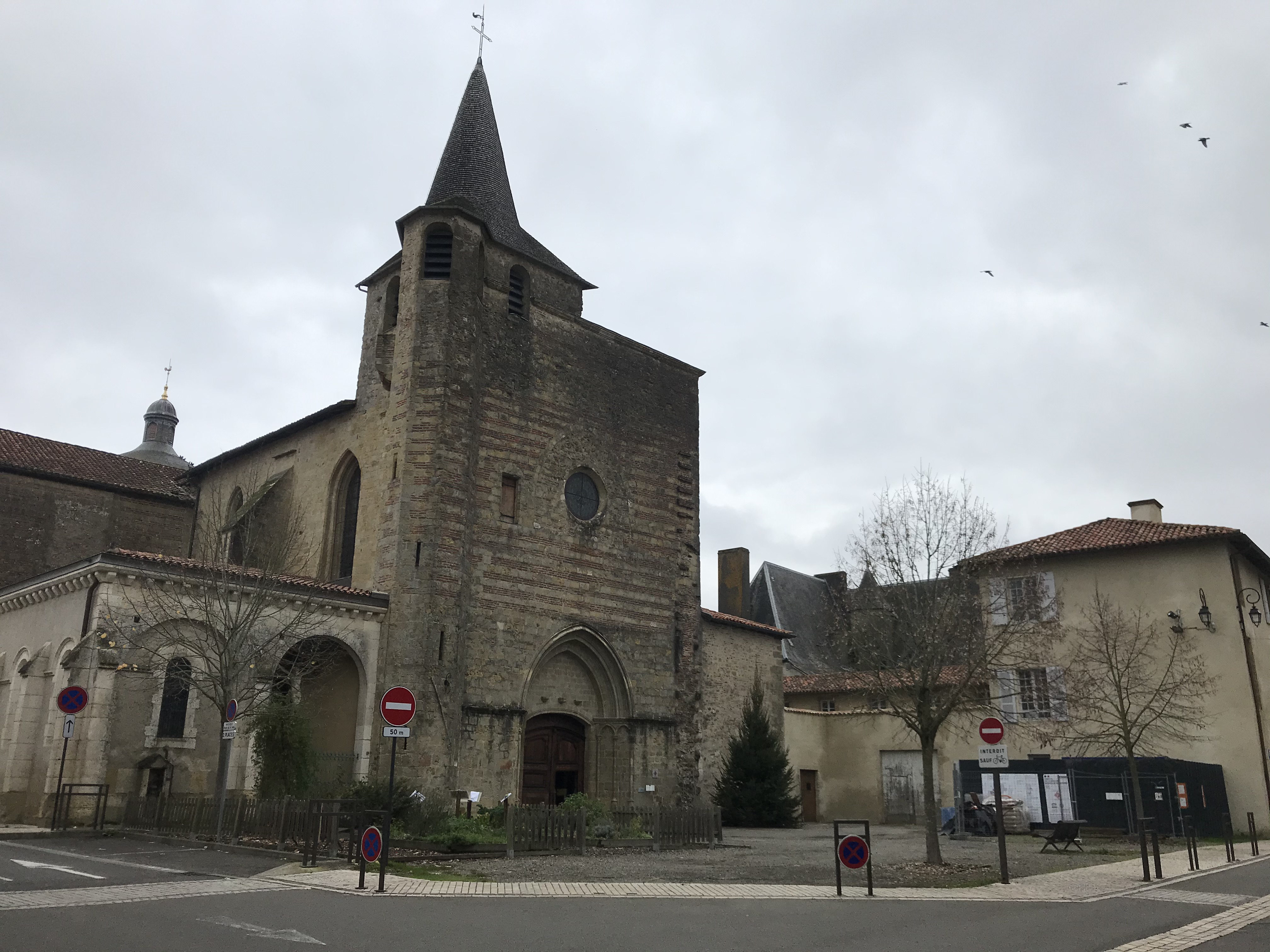
施洗约翰大教堂
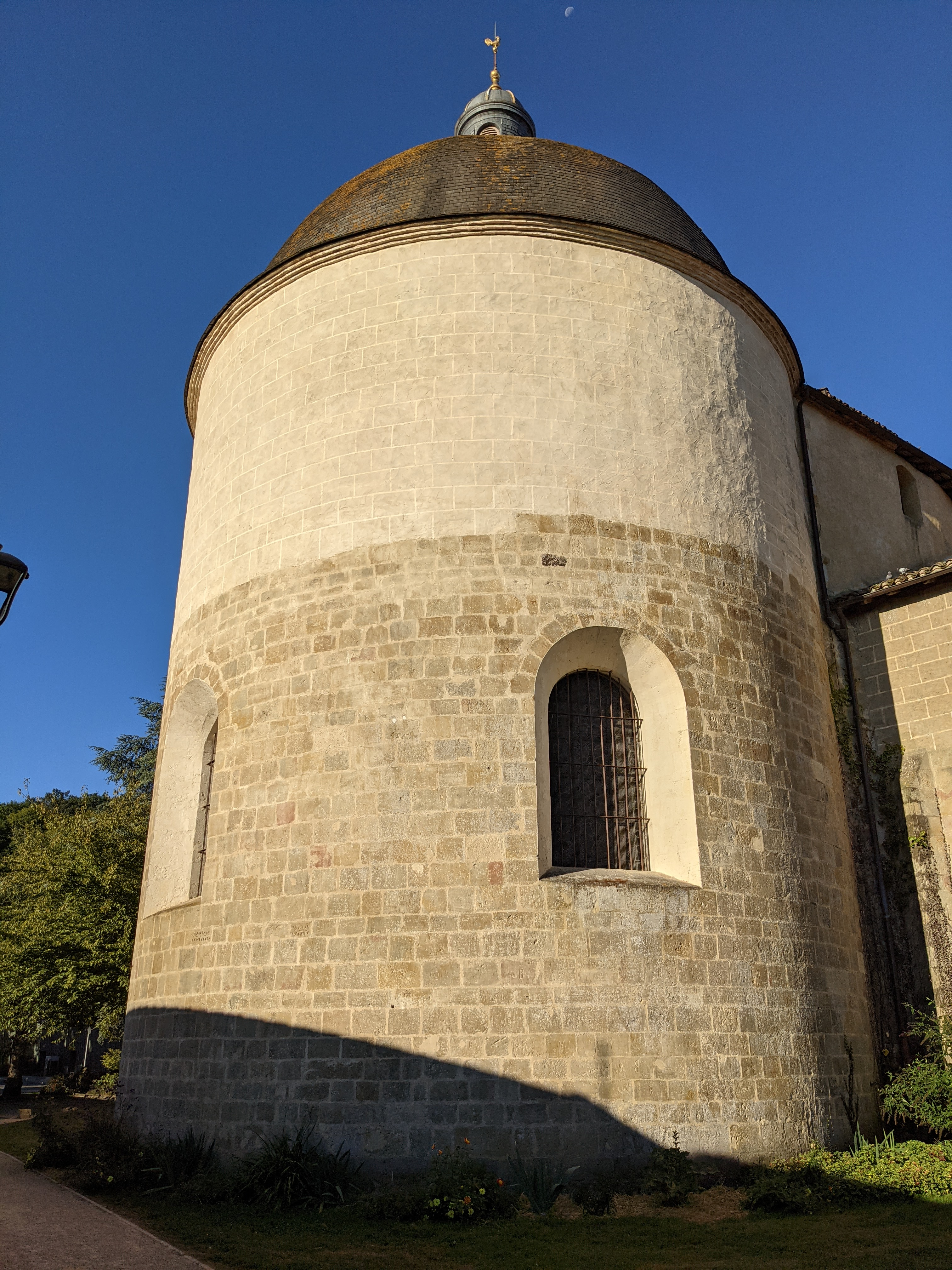
教堂塔楼
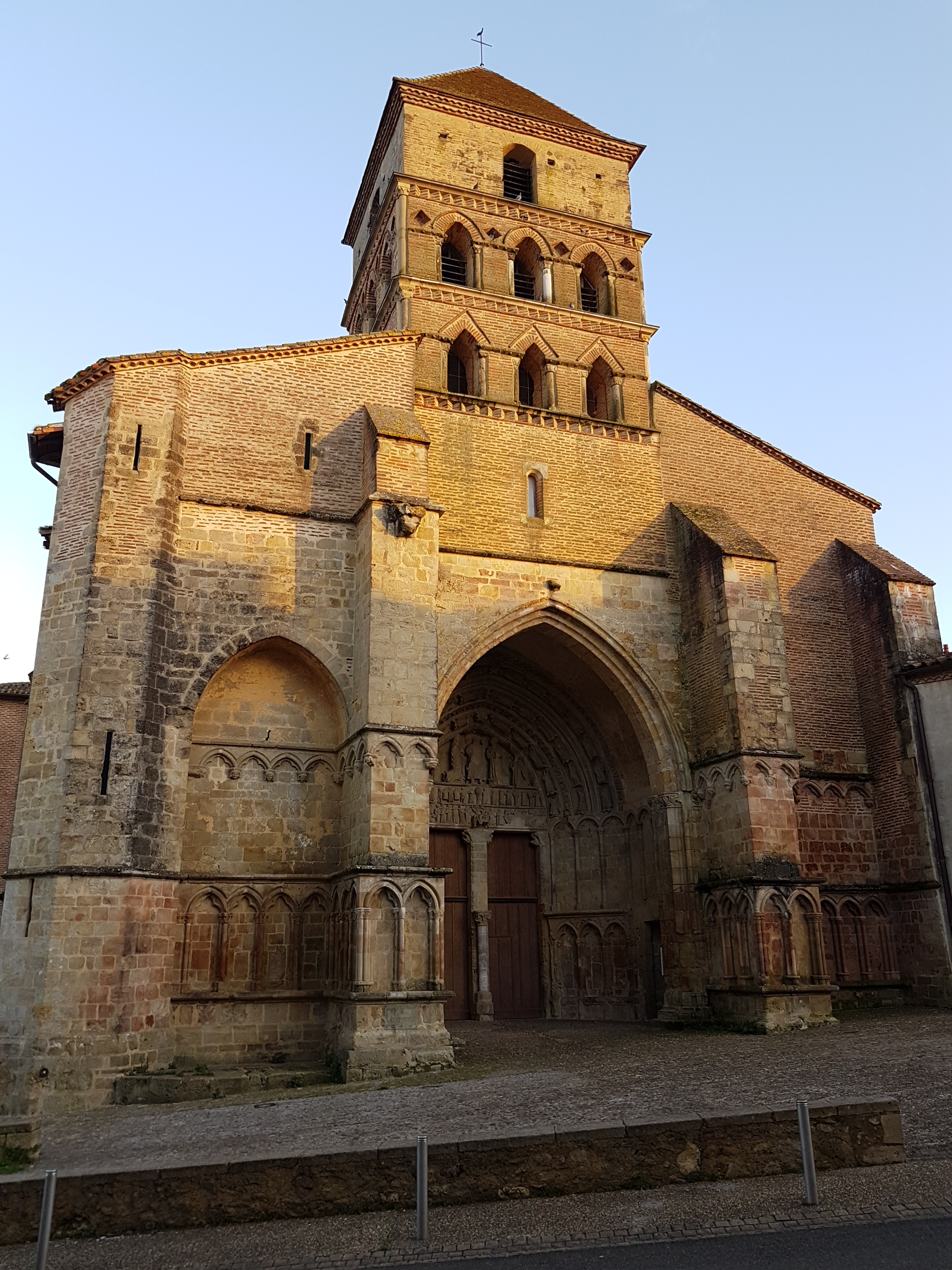
圣基特里教堂
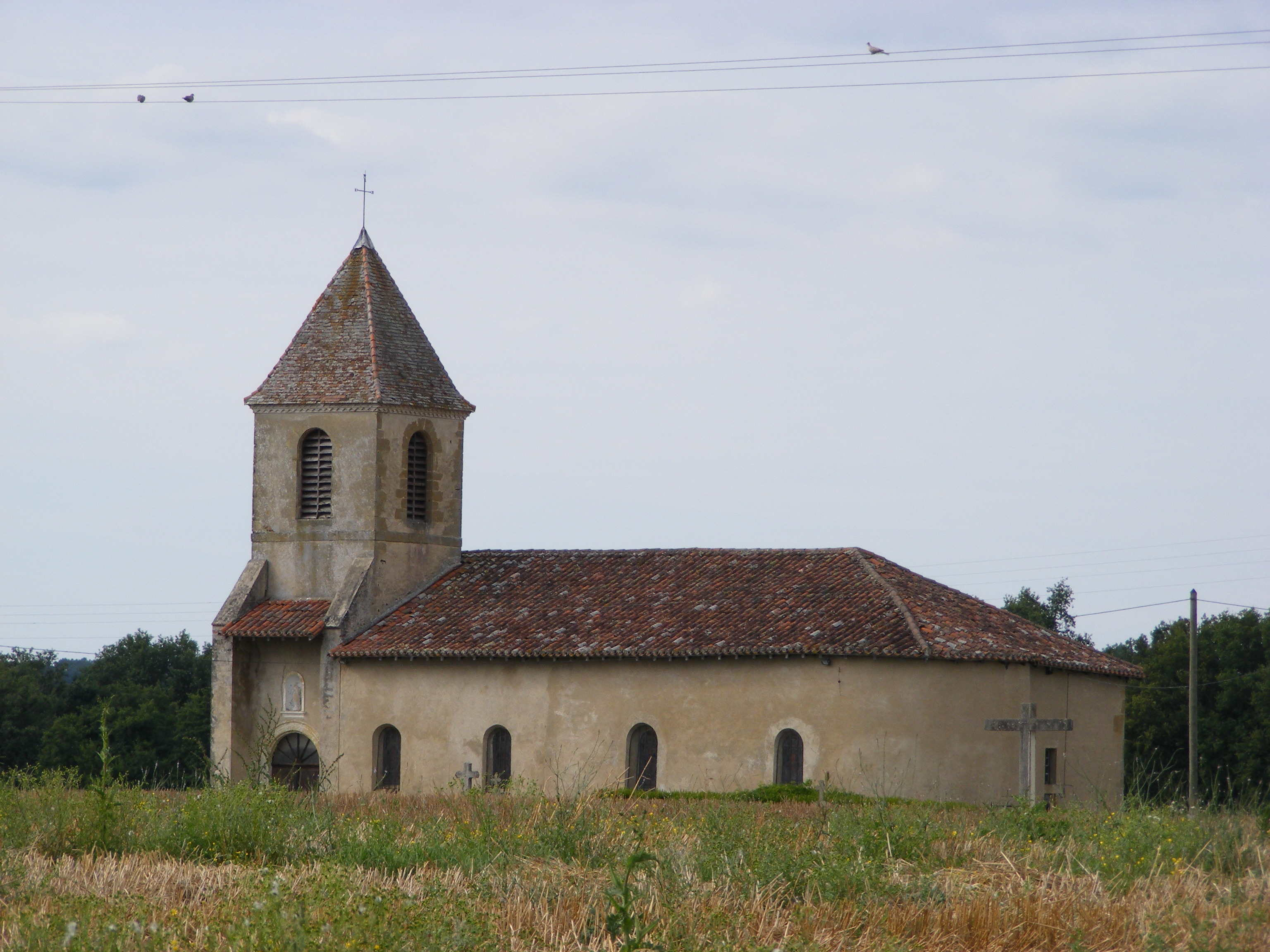
叙贝阿尔格教堂
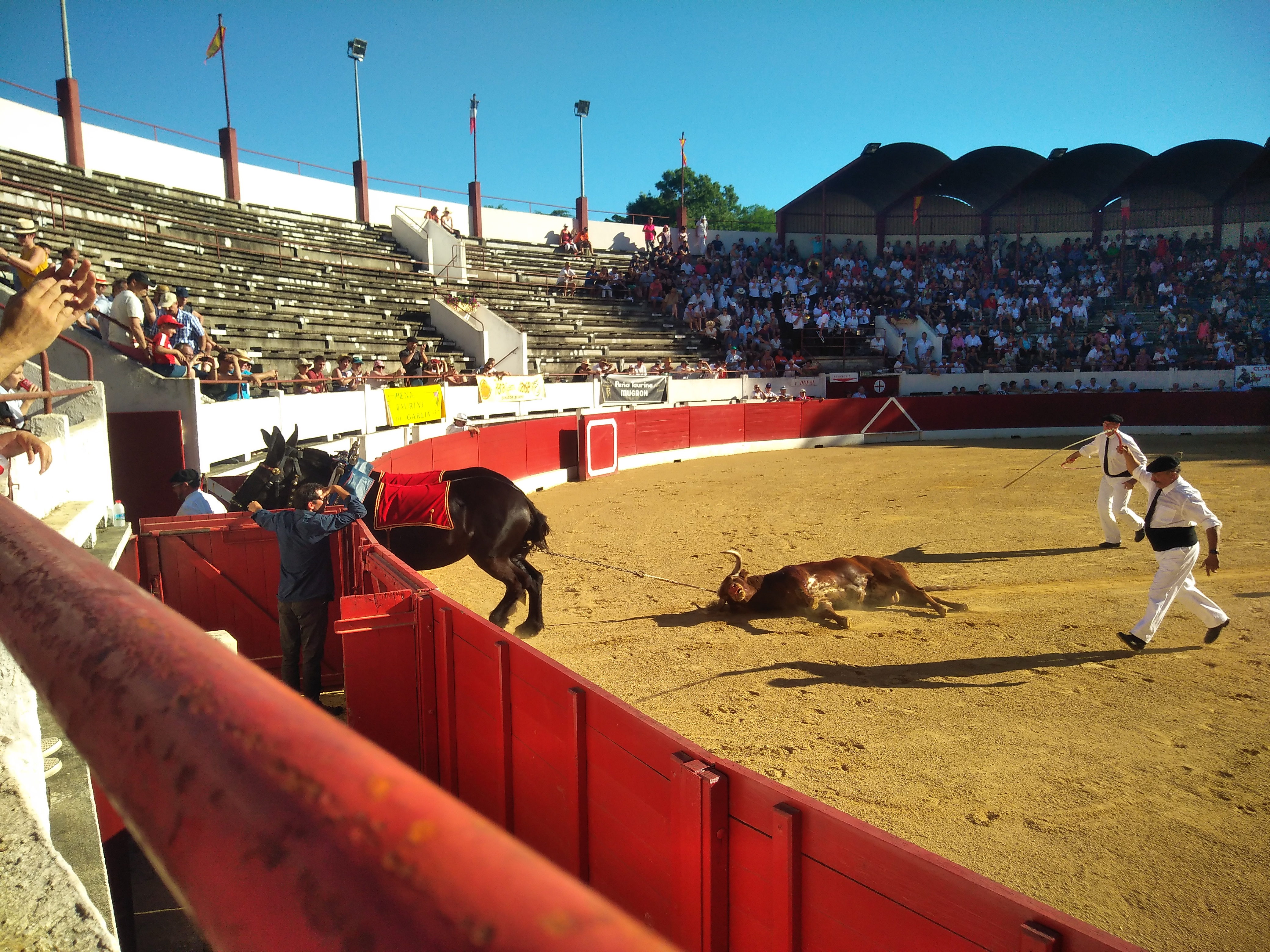
斗兽场
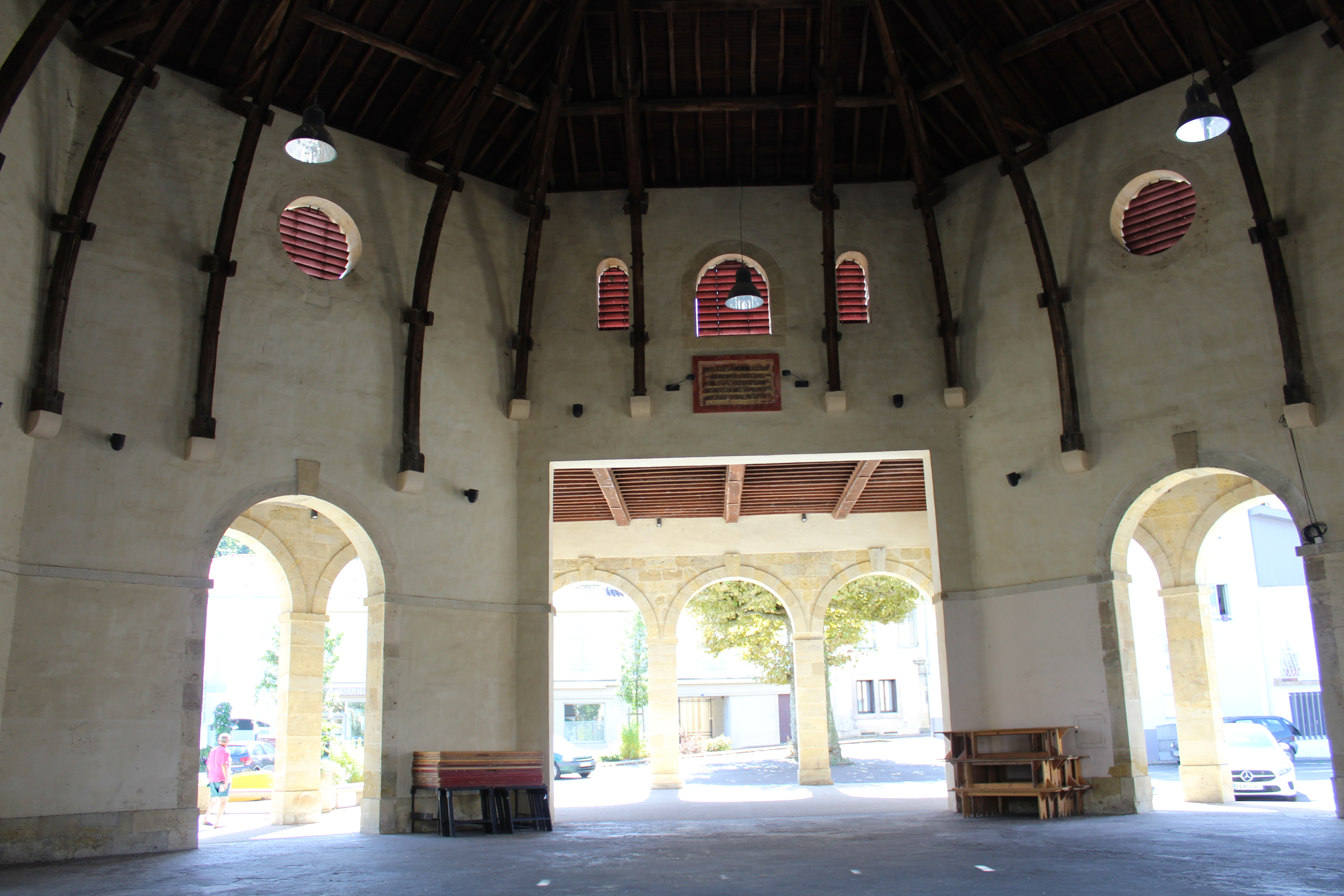
谷物集市大堂
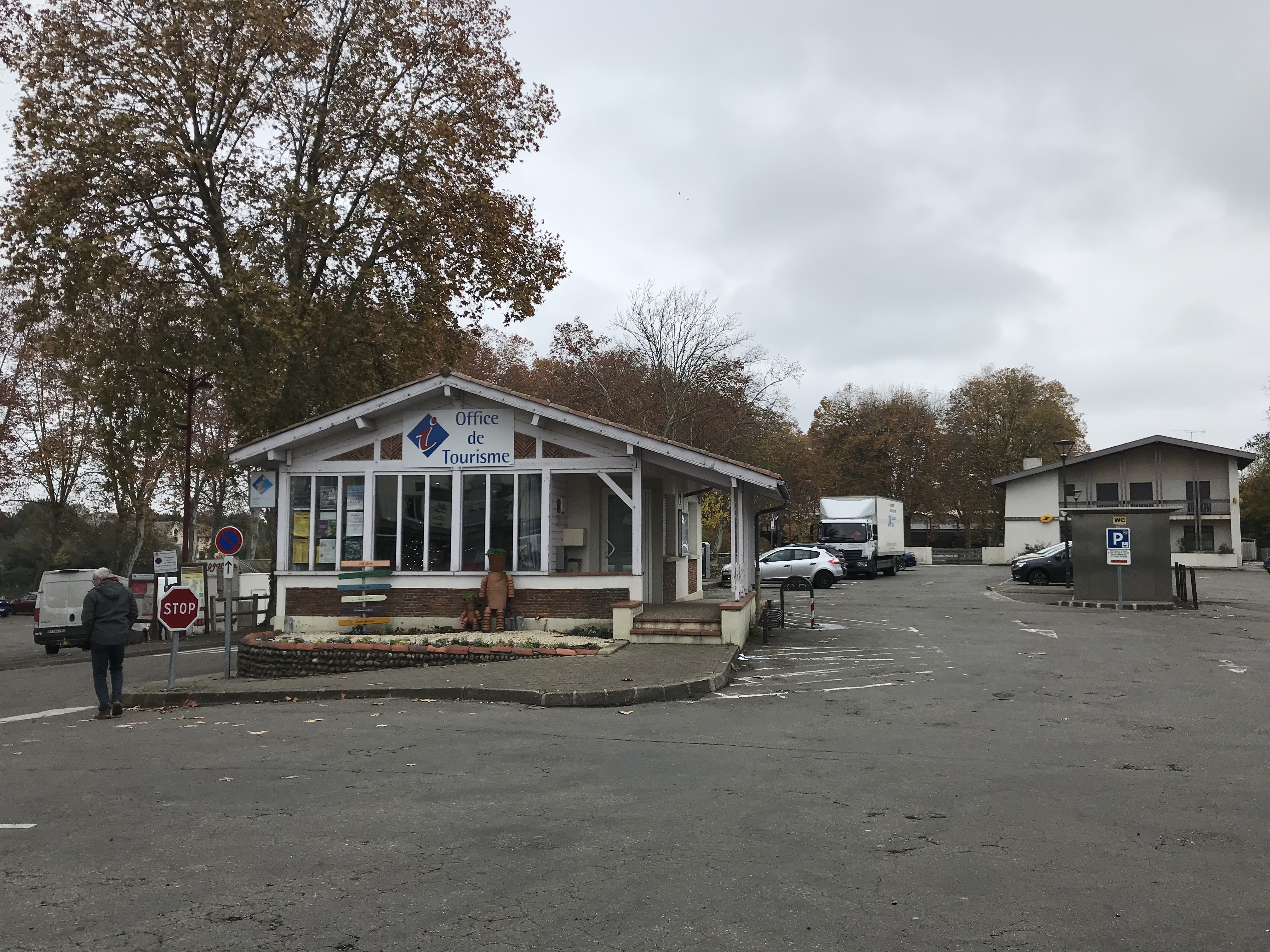
游客接待中心

### 旅游
阿杜尔河畔艾尔的旅游事务由其所属的阿杜尔河畔艾尔市镇公共社区负责。2022年，阿杜尔河畔艾尔境内共有4家酒店共计61间房间；另有1个露营地，可容纳共98辆露营车。

### 媒体
法国主要的媒体均可在阿杜尔河畔艾尔接收，法国电视三台下属的新阿基坦大区频道在部分时段播出阿杜尔河畔艾尔所在朗德省的地方新闻。《西南报》、蓝色法兰西加斯科涅广播、TVPI电视台等为当地主要的地方性媒体。

## 相关人物
法国政治家让-巴蒂斯特·帕潘出生于阿杜尔河畔艾尔。

## 友好城市
截至2023年5月，阿杜尔河畔艾尔共与一座城市互为友好城市关系：
- 西班牙 卡斯特罗-乌尔迪亚莱斯